# 韦眷
韦眷（？年—？年），字效忠，明朝成化时期的内官监太监。

## 生平
成化年间，担任内官监太监。成化二十二年（1486年），出任两广镇守太监。因广东番禺县知县高瑶揭发其派人进行私下贸易，而奏请处罚高瑶罪过。之后高瑶被贬为民，之后謫戍永州。弘治二年（1489年），调回北京。
1964年，在广州东山姚家岗发掘其墓穴，为券拱石室。尽管其用石条横置垒砌封闭，但仍遭到严重盗墓，随葬品均被盗走，仅有素面金片一枚、红珊瑚一支、宋钱三枚、南汉铅钱一枚、外国银币三枚（两枚榜葛剌银币，1459年铸；一枚威尼斯银币），此外还有墓碑。